# مجلس أونس (أذربيجان)
«مجلس أونس أو مجلس صداقة» (بالأذربيجانيَّة: Məclisi-üns) - هي مؤسسة أدبية، تأسست في النصف الثاني من القرن التاسع عشر في مدينة شوشا تحت قيادة الشاعرة الأذربيجانية خورشودبانو ناتافان.

## التاريخ
تأسست المؤسسة الأدبية في عام 1864 في مدينة شوشا، في منزل الشاعر الحاج عباس. كانت عبارة عن مؤسسة أدبية حتى عام 1897. وكان الأعضاء المؤثرون في المؤسسة ميرزا رحيم فانا، الحاج عباس آغا، ميرزا الأصغر نوفراس، ميرزا حسن، وهلم جرا.
المخطوطات الخطية للعديد من شعراء «مجلس أونس» ما زالت محفوظة حتى الآن في معهد المخطوطات لأكاديمية العلوم الوطنية الأذربيجانية 